# Giorgio Cobolli
Giorgio Cobolli (Capodistria, 30 gennaio 1913 – Roma, 30 gennaio 1993) è stato un militare italiano, insignito della medaglia d'oro al valor militare a vivente nel corso della seconda guerra mondiale.

## Biografia
Nacque a Capodistria il 30 gennaio 1913, figlio di Biagio e di Nicolina De Baseggio.
Conseguito il diploma di capitano di lungo corso nell'Istituto nautico di Trieste nel 1933, andò a lavorare per Società triestine di navigazione, concludendo al sua carriera nella marina mercantile la Società di Navigazione "Adriatica". Richiamato dal congedo nel 1935 per esigenze legate alla situazione in Africa Orientale Italiana, effettuò tre viaggi di trasporti truppe dall'Italia in Eritrea e Somalia.
Nell'ottobre 1936 fu ammesso a frequentare il corso allievi ufficiali di complemento presso la Scuola di artiglieria di Lucca, e nell'agosto dell'anno successivo divenne sottotenente di complemento dell'arma di artiglieria. Per il servizio di prima nomina fu destinato al 23° Reggimento artiglieria divisionale a Trieste. Richiamato nello stesso reggimento Nel settembre 1939, subito dopo lo scoppio della seconda guerra mondiale, fu richiamato in servizio attivo presso il 23° Reggimento artiglieria divisionale mentre si trovava imbarcato come terzo ufficiale di coperta su una nave della Società di navigazione "Adriatica" di Venezia.> Pochi giorni dopo fu assegnato al 204° Reggimento artiglieria divisionale della 4ª Divisione CC.NN. "3 gennaio" e partì per la Libia sbarcando poi a Derna Il 10 giugno 1940, giorno della dichiarazione di guerra del Regno d'Italia a Francia e Gran Bretagna, era dislocato nella zona di Tobruk, poi raggiunse successivamente Sidi el Barrani. Partecipò all'invasione italiana dell'Egitto guidata dal Maresciallo d'Italia Rodolfo Graziani nel novembre-dicembre 1940.
Il 10 dicembre 1940 fu coinvolto in un violento combattimento contro le forze britanniche rimanendo gravemente ferito e fatto prigioniero di guerra. Trasferito dagli inglesi in Egitto, poi dopo sei mesi di ricovero nel 19° ospedale generale fu mandato in un campo di prigionia.  Rientrò in Patria nell'aprile 1942 perché considerato invalido e completamente cieco, e dopo le opportune cure ospedaliere fu trattenuto in servizio, con il grado di tenente. Assegnato dapprima al Comando territoriale e quindi al 23° Comando regionale di Trieste.  Ricoprì incarichi direttivi nell'Associazione nazionale mutilati e invalidi di guerra e nell'Associazione Nazionale Combattenti e Reduci.  Nel maggio 1945 con l'occupazione jugoslava dell'Istria venne arrestato e quindi deportato. Dovette lasciare Capodistria a seguito dell'esodo giuliano dalmata e si trasferì a Trieste nel 1948 ed a Roma nel 1950, prestando lì servizio presso la Sede centrale dell'Unione Italiana dei Ciechi come dirigente del Servizio Lavoro, Assistenza e il Centro del "Libro parlato".
Promosso capitano con anzianità dal 1945 e poi maggiore nel R.O. (Ruolo d’Onore) nel 1956, divenne tenente colonnello nel 1958 e colonnello nel 19 dicembre 1959, fu posto in quiescenza nel 1976. Si spense a Roma il 30 gennaio 1993. Sposato con Eugenia Lonza ebbe due figli,  Marina e Giulio.

## Pubblicazioni
- Gli aerofonisti ciechi durante la seconda guerra mondiale, Unione Italiana Ciechi, Roma, 1993.